# Literair begrip
Een literair begrip is een begrip dat wordt gebruikt om literaire teksten te analyseren. Literaire begrippen kunnen worden opgedeeld in groepen: genre, thema, symbolen, personages, perspectief, ruimte en tijd. 
- Onder de hoofdgroep genre vallen: lyriek, epiek, dramatiek. Maar ook de subgroepen zoals: roman, novelle, verhaal, gedicht en historisch bepaalde genres zoals dageraadslied, ridderroman, satire, tragedie, klassiek blijspel, fictief reisverhaal, fictie en non-fictie, sonnet, limerick en ballade zijn literaire begrippen.
- Onder de groep personages vallen: protagonist, hoofdpersoon, held, antagonist, bijfiguur etc.
- Onder de groep perspectief vallen het ik-perspectief, auctoriaal perspectief, meervoudige perspectief.
- Literaire (narratologische) begrippen die vallen onder de groep ruimte en tijd zijn chronologisch, flashback, flashforward, tijdverdichting, tijdsprong, tijdvertraging, vertelde tijd, verteltijd.

De verschillende begrippen worden onder andere geleerd in het onderwijs.

### 1
160 (dichtvorm) · 

### 5
5W2H · 

### A
Aangever · 
Ab ovo · 
Abecedarium (gedicht) · 
Abstract motief · 
Abstract Poëtische Kunst · 
Abstractum · 
Actie (letterkunde) · 
Acrostichon · 
Afrikaanse literatuur · 
Afwisselend perspectief · 
Albanologie · 
Aldicht · 
Alexanderroman · 
Alexandrijn · 
Algemene literatuurwetenschap · 
Alinea · 
Alliteratie · 
Alter ego · 
Alteriteit · 
Ambahan · 
Amerikaanse literatuur · 
Amerikanistiek · 
Amfibrachys · 
Anachronisme · 
Anapest · 
Anekdote ·
Anekdotenbiografie · 
Antagonist (narratologie) · 
Antiheld · 
Apocope · 
Arabische literatuur · 
Ars poetica (Horatius) · 
Artikel (redactioneel) · 
Asclepiadeus tertius · 
Assyriologie · 
Atonale poëzie · 
Auctoriële verteller · 
Augment (taalkunde) · 
Aurora (tijdschrift) · 
Australische literatuur · 
Auteur · 
Automatisch schrijven · 
Autonomie · 
Avonturenroman · 

### B
Ballade · 
Bakerrijm · 
Bard (zanger) · 
Barok (stijlperiode) ·
Barokliteratuur ·
Beeldgedicht · 
Behoud de Begeerte · 
Belgische literatuur ·
Bellettrie · 
Berijming · 
Beroepenspiegel · 
Bewustzijnsroman ·
Bibliografie ·
Bijbelse poëzie · 
Bijfiguur ·
Bijrol ·
Bildungsroman ·
Blank vers · 
Binnenrijm · 
Bladspiegel ·
Bloemenorde · 
Bloemlezing · 
Boek · 
Booswicht · 
Braziliaanse literatuur ·
Bretonse lai · 
Brief · 
Briefroman · 
Britse literatuur · 
Broodjeaapverhaal · 
Burleske · 
Byroniaanse held · 
Byzantijnse literatuur

### C
Cadavre exquis · 
Catharsis (literatuur) ·
Causerie · 
Cesuur (dichtkunst) · 
Chicanoliteratuur ·
Chicklit · 
Chinese literatuur ·
Citaat ·
Classicisme (literatuur) ·
Clausule (poëzie) · 
Clerihew · 
Cliffhanger (plot) ·
Climax (stijlfiguur) ·
Close reading · 
Code (representatie van gegevens) · 
Codewisseling · 
Coherentie (taalkunde) ·
Cohesie (taalkunde) ·
Collocatie (taalkunde) · 
Colon (Hebreeuwse dichtkunst) · 
Copla · 
Column ·
Comedy of manners · 
Coming of age (genre) · 
Commentaar (beschouwing) · 
Communicatiemodel ·
Conceptuele poëzie · 
Concreet motief · 
Concrete poëzie · 
Consolatio · 
Constructivisme (kunst) ·
Contiguïteit · 
Conversie (taalkunde) · 
Copypasten · 
Copywriter ·
Cordel-literatuur · 
Coreferentie
Creatief schrijven · 
Cultuurkritiek · 
Cursiefje · 
Cyberpunk · 

### D
Dactylische hexameter · 
Dactylische pentameter · 
Dactylus · 
Dadaïsme ·
Dag van het Literatuuronderwijs · 
Damesroman · 
Dark academia · 
De Eenzame Uitvaart · 
De neger zingt · 
De Oare útjouwerij · 
De vulgari eloquentia · 
Declameren · 
Deense literatuur ·
Denkfout · 
Der Ort des Terrors · 
Detectiveverhaal · 
deus ex machina ·
Deuteragonist ·
Dialoog ·
Diatribe · 
Dichterkrans · 
Dichterscollectief · 
Dierdicht · 
Digibeet · 
Directe rede ·
Distichon · 
Dit (literatuur) · 
Dithyrambe · 
Divan (poëzie) · 
Docudrama · 
Document ·
Dodengesprek · 
Dolce stil novo · 
Domeinverlies · 
Dominant (taalkunde) · 
Drama (genre) · 
Dramatische ironie ·
Drie-actstructuur ·
Driehoek van Petersen · 
Drift (taalkunde) · 
Droomvisioen · 
Dubbelroman ·
Duilian · 
Duilianmachine · 
Duitse literatuur ·
Poëtisch realisme
Duologie · 
Dystopie · 

### E
E.d.i.t. · 
E-prime · 
Ecloge · 
École de Nimègue · 
Een leven op onze planeet · 
Eenheidsconventie ·
Egyptologie · 
Eibofobie · 
Eindnoot ·
Eindrijm · 
Elegie (literair werk) · 
Elegisch distichon · 
Elfje (gedicht) · 
Elisie · 
Elsschotproef · 
Emblemataboek · 
Emigrantenliteratuur · 
Eneida · 
Engelse literatuur ·
Enjambement · 
Entwicklungsroman ·
Epiek · 
Epigram · 
Epiloog ·
Epinikion · 
Episch-didactische literatuur · 
Epische verdichting · 
Episode ·
Epistolografie · 
Epithalamium · 
Epode · 
Epos · 
Epyllion · 
Erfwoord · 
Erotische thriller · 
Erziehungsroman · 
Esoterische roman · 
Esperanta antologio · 
Essay · 
Estheticisme · 
Estische haiku · 
Ethnologue · 
Etruscologie · 
Eulogie · 
Exempel · 
Existentialisme · 
Expositie (narratologie) · 
Expressionisme · 
Extensie (taalkunde) ·

### F
Fabel · 
Fabels van Jean de La Fontaine · 
Fabula (Latijn) · 
Facsimile · 
Familieroman · 
Fantastische literatuur · 
Fatische functie · 
Feuilleton · 
Fibonaccigedicht · 
Fictie · 
Figuurgedicht · 
Fili (dichter) · 
Flarf · 
flashback · 
flashforward · 
flat character · 
round character · 
Focalisatie · 
Focus · 
Folder · 
Foneem · 
Fonologie · 
Formulering (taalkunde) · 
Fout · 
Frankische roman · 
Frans-classicisme · 
Franse literatuur · 
Friese literatuur · 
Friese volksverhalen ·

### G
Gazal · 
Gebeurtenis (letterkunde) · 
Gebeurtenis (letterkunde) · 
gebeurtenis · 
Gedicht · 
Gedramatiseerde verteller · 
Geestelijke epiek · 
Gekiga · 
Genre · 
Genrefictie · 
Germanistiek · 
Geschiedenis van de poëzie · 
Gestroomlijnd transliteratiesysteem · 
Gevonden poëzie · 
Giallo · 
Glos (tekst) · 
Glottogonie · 
Gnomische vormen · 
Gnomische vormen · 
Gonzo (stijl) · 
gothic novel · 
Grafschrift · 
Grammatica Grandonica · 
Grammatica · 
Grammaticacontrole · 
Griekse elegie · 
Griekse literatuur
Groteske · 

### H
Haibun · 
Haiga · 
Haiku (dichtvorm) · 
Heroic couplet · 
Handeling (letterkunde) · 
Handelingen (genre) · 
Handpalmverhaal · 
Hard-boiled · 
Harlem Renaissance · 
Hebban olla vogala · 
Held · 
Heldinnenbrief · 
Hellenistische literatuur · 
Heptalogie · 
Herschrijving · 
Heterodiëgetisch · 
Hexalogie · 
Hiaat (taalkunde) · 
Hispanist · 
Historische fictie · 
historische roman · 
Hofdicht · 
Homodiëgetisch · 
Hoofdpersoon · 
Hoofdrol · 
Hoofdstuk · 
Hoofse roman
Hootenanny (term) · 
Hypercorrectie

### I
Iconiciteit · 
Idioom · 
Idylle · 
Ierse literatuur · 
Ik-perspectief · 
Illuminisme · 
Imaginisme · 
Impressionisme · 
In medias res · 
Incipit · 
Indirecte rede · 
Indonesische literatuur · 
Inleiding · 
Interactieve fictie · 
Interferentie (taalkunde) · 
Interlinguïstiek · 
Interne consistentie van de Bijbel · 
Interpunctie · 
Intertekstualiteit · 
Invasieliteratuur · 
Ironische lofrede · 
Isotopie (taalkunde) · 
Italiaanse literatuur

### J
Jaardicht · 
Jambische dimeter · 
Japanse literatuur · 
Jargon · 
Jazzpoëzie · 
Jeugdliteratuur
Juridische thriller · 

### K
Kaalslagliteratuur · 
Kadervertelling · 
Kanttekening · 
Katalexe · 
Keerdicht · 
Keltische literatuur · 
Keltologie · 
Kenspreuk · 
Kernlexicon · 
Kigo · 
Kill your darlings (motto) · 
Klankdicht · 
Klanksymboliek · 
Klont · 
Knittelvers · 
Komedie · 
Komische literatuur · 
Koorlyriek · 
Koreaanse literatuur · 
Kort verhaal · 
Kreeftdicht · 
Krimi · 
Kroniek · 
Künstlerroman
Kwatrijn · 
Kwintijn · 

### L
Latijns-Amerikaanse literatuur · 
Latijnse literatuur · 
Latinisering · 
Lectuur · 
Leenbetekenis · 
Leerdicht · 
Leesbaarheid · 
Leesbaarheidstest · 
Leesdrama · 
leesteken · 
Legal thriller · 
Legendarium · 
Legende (volksverhaal) · 
Leidmotief · 
Letter · 
Lettergreep · 
Letterkunde · 
Leugenliteratuur · 
Lezen · 
Lhbt-linguïstiek · 
Libretto · 
Liedtekst · 
Liefdesroman · 
Light verse · 
Lijkdicht · 
Lijst van schrijvers uit Afrika · 
Lijst van taal- en letterkundes · 
Limerick (dichtvorm) · 
Linguist List · 
Literair genre · 
Literair vertaler · 
Literaire canon · 
Literaire fictie · 
Literaire kritiek · 
Literaire trilogie · 
Literatuur van het Caribisch deel van het Koninkrijk der Nederlanden · 
Literatuur · 
Literatuurbedrijf · 
Literatuurgeschiedenis · 
Literatuurstad · 
Literatuurwetenschap · 
Locus amoenus · 
Loesje · 
Lost Languages · 
Lyriek · 

### M
Maatsysteem · 
Macaronisme · 
Macrotaal · 
magisch realisme · 
Magnum opus · 
Maniërisme ·
Manifest van het Surrealisme · 
Manuscript (modern) · 
Marginalia (boek) · 
Marialegende · 
Marinisme · 
Mehfil-e-Naat · 
Memoires · 
Mesostichon · 
Metataal · 
Metrum · 
Middeleeuwse literatuur · 
Middelperzische literatuur · 
Mise en abyme · 
Mnemotechniek · 
Model voor narratieve communicatie · 
Modernisme · 
Mondelinge geschiedenis · 
Monoloog · 
Moraal · 
Moreel · 
Morfeem · 
Motief (literatuur) · 
Motto · 
Mozaïekroman · 
Mystery · 
Mythe ·

### N
N-gram · 
Narratieve poëzie · 
Narratologie · 
Naturalisme (literatuur) · 
Nature writing · 
NCD (taalkunde) · 
Nederlandse literatuur · 
Neerlandistiek · 
Neolatijnse literatuur · 
Neorealisme (beweging) · 
Neoromantiek · 
NIAM · 
Nieuwe zakelijkheid · 
Non-fictie · 
Non-verbale communicatie · 
Nonsenspoëzie · 
Noorse literatuur · 
Northern (genre) · 
Notatie · 
novelle

### O
Objecttaal · 
Octaaf (versvorm) · 
Ode (dichtkunst) · 
Ollekebolleke (dichtvorm) · 
Olonkho · 
Omphalos (strofe) · 
Omzetting van taalvormen · 
Onbetrouwbare verteller · 
Onderox · 
One-time code · 
Ontlening (taalkunde) · 
Onzijn · 
Oorlogsroman · 
Openingsscène en startplotscène · 
Openingszin · 
Opschuivende tijdlijn · 
Opstel · 
Orale traditie · 
Oriëntalistiek · 
Otium · 
Ottava rima · 
Oudgriekse literatuur

### P
Padisjah · 
Palinodie · 
Pamflet · 
Pantoum · 
Pantoniem · 
Parabel · 
Paragraaf · 
Paralinguïstiek · 
Parallel universum · 
Parataal · 
Pastiche · 
Peinture-mot · 
Peng'im · 
Pentameter · 
Personage · 
Personele verteller · 
Persoonstekst · 
Petrarkisme · 
Placeholder · 
Plagiaat · 
Platte tekst · 
Plonk · 
Plot · 
Plotpoint · 
Pluricentrische taal · 
Poésie parlante · 
Poésie pure · 
Poesiealbum · 
Poetica (Aristoteles) · 
Poëtica · 
Poetryslam · 
Poëzie · 
Poëziecentrum · 
Polemiek · 
Politics and the English language · 
Politieke thriller · 
Postmoderne literatuur · 
Praagse school · 
Praesens historicum · 
Premisse (scenarioterm) · 
Preromantiek · 
Prince (rederijkers) · 
Proefschrift · 
Proloog (vorm) · 
Propemptikon · 
Protagonist · 
Proteus (dichtvorm) · 
Proza · 
Prozagedicht · 
Psychologische roman

### Q
Queeste (zoektocht) · 

### R
Raamvertelling · 
Rabbijnse literatuur · 
Rafje · 
Raising · 
Rangaku · 
Rapport (verslag) · 
Rapsodie · 
Realisme (kunststroming) · 
Realisme (literatuur) · 
Recensie · 
Red herring · 
Rederijker · 
Rederijkersballade · 
Redundantie (taalkunde) · 
Referentie · 
Refrein (dichtkunst) · 
Refrein (stijlmiddel) · 
Register (taalkunde) · 
Regressiefout · 
Reisverhaal · 
Renaissanceliteratuur · 
Renga · 
Retorica · 
Retrograad (woordenlijst) · 
Rhema · 
Rhyme royal · 
Rijmschema · 
Ridderroman · 
Rijm (stijlfiguur) · 
Rijmkroniek · 
Ritme · 
Ritornel · 
Robinsonade (literatuur) · 
Rode draad · 
Roman (literatuur) · 
Romanisatie · 
Romantiek (literatuur) · 
Romeinse literatuur · 
Rondo (dicht- en muziekvorm) · 
Rotacisme · 
Rudimentair (taal) · 
Rudimentair · 
Russisch formalisme · 
Russische literatuur

### S
Saffische strofe · 
Saga (literatuur) · 
Sage (volksverhaal) · 
Samenvatting · 
Satire · 
Scenario (film en televisie) · 
Scenario · 
Scène · 
Schelmenroman · 
Schim en Schaduw · 
Schotse literatuur · 
Schrijven · 
Schurk · 
Scriptie · 
Seinen (genre) · 
Semiose · 
Senryu · 
Sentimentalisme · 
Septet (dichtvorm) · 
Sequel (werk) · 
Setup · 
Sextet (dichtvorm) · 
Shojo · 
Shooting script · 
Shooting the messenger · 
Show, don't tell · 
Signeersessie · 
SIL International · 
SIL-code · 
Sinterklaasgedicht · 
Sjibbolet · 
Skamander · 
Slamdichter · 
Slavistiek · 
Sleutelroman · 
Sms-gedicht · 
Snelsonnet · 
Socialistisch realisme · 
Soetra · 
Sonnet · 
Sonnettenkrans · 
Spaanse literatuur · 
Spanning (verhaal) · 
Spelling · 
Spellingcontrole · 
Spiegeldicht · 
Spionageroman · 
Spoken word · 
Spookverhaal · 
Spotprognosticatie · 
Sprookje · 
Stand-uppoetry · 
Stanza · 
Stapelgedicht · 
Standenspiegel · 
Steampunk · 
Sterk verhaal · 
Stiftgedicht · 
Stijl (taalkunde) · 
Stijlfiguur ·
Stijlfout · 
Stijlgids · 
Stijlperiode · 
Storyboard (filmtechniek) · 
Stream of consciousness · 
Streekroman · 
Strekking (taalkunde) · 
Striproman · 
Strofe · 
Substraattaal · 
Such a Fun Age · 
Superstraattaal · 
Surinaamse literatuur · 
Surrealisme · 
Suspension of disbelief · 
Sword and sorcery · 
Symbolisme · 
Synchronisch versus diachronisch · 
Syncope (stijlfiguur) · 
Synopsis · 
Syrische literatuur

### T
Taal · 
Taalbeheersing · 
Taaldidactiek · 
Taaleiland · 
Taalfout · 
Taalkunde · 
Taalniveau · 
Taalverandering · 
Tale Kanaäns · 
Tangconstructie · 
Tanka (dichtvorm) · 
Tautogram · 
Technologische utopie · 
Tekst · 
Tekstanalyse · 
Tekstclassificatie · 
Teksteditor · 
Tekstlinguïstiek · 
Tekstsoort · 
Tekstualiteit · 
Tekstverband · 
Tekstverwerker · 
Tendensroman · 
terminus · 
Terzine · 
Tetralogie · 
Textmining · 
Thema · 
Thematische progressie · 
Thesaurus · 
Thriller (genre) · 
Tibetaanse literatuur · 
Tijdverruiming · 
Toekomstroman · 
Toppenvers · 
Topische vragen · 
Topos (literatuur) · 
Travestie (dichtkunst) · 
Treatment · 
Trigram (letters) · 
Trilogie
Triolet (dichtvorm) · 
Tritagonist · 
Tsjechische literatuur · 
Turkse literatuur · 
Tweede taal · 
Tweetalige tekst · 
Typetje

### U
Uitverkoren volk · 
underdog
Utopie · 

### V
V2 (taalkunde) · 
vakliteratuur · 
Valentie (taalkunde) · 
Variëteit (taalkunde) · 
Verbale communicatie · 
Verbeeldingsliteratuur · 
Epiek vs. lyriek · 
Verhaal · 
Verhaalanalyse · 
Verhaallijn · 
Verlichting (stroming) · 
Vers (gedicht) · 
Verschil tussen legenden, mythen, sagen en sprookjes · 
Vertelde tijd · 
Vertelinstantie · 
Vertellerstekst · 
Vertelperspectief · 
Verteltechniek · 
Verteltijd · 
Verwensing · 
Victoriaanse literatuur · 
Vignet (verhaal) · 
Vijftigers · 
Villanelle (gedicht) · 
Virelai · 
Vitalisme (literatuur) · 
Vlaamse literatuur · 
Vocalise · 
Voetnoot · 
Voice-over · 
Volksballade · 
Volksverhaal · 
Vorm (taalkunde) · 
Vrije indirecte rede · 
Vrije poëzie · 
Vrouwenlied

### W
Weird West · 
Welshe literatuur · 
Wereldliteratuur · 
Wet van Zipf · 
Whodunit · 
Wijsheidsliteratuur · 
Wildwestroman · 
Woord · 
Woordfrequentie · 
Woordkunst · 
Woordlengte · 
woordspeling
Woordstructuur · 
Wraaktragedie · 
Wylie (romanisatie) · 

### X
Xenogram · 

### Y
Yale (romanisatie) · 

### Z
Zedenroman · 
Zelfnoemfunctie · 
zin · 
Zondagsdichter · 
Zwanenzang (uitdrukking) · 
Zweedse literatuur